# Pandanus cupribasalis
Pandanus cupribasalis är en enhjärtbladig växtart som beskrevs av Harold St.John. Pandanus cupribasalis ingår i släktet Pandanus och familjen Pandanaceae. Inga underarter finns listade.